# 托雷达雷塞
托雷达雷塞（義大利語：Torre d'Arese），是意大利帕维亚省的一个市镇。总面积4.37平方公里，人口964人，人口密度220.6人/平方公里（2009年）。国家统计（ISTAT）代码为018157。